# Cazarrecompensas (Star Wars)
En Star Wars, un cazarrecompensas era un oficio practicado por algunos personajes.
Este oficio era uno de los más difíciles pero mejor pagado en la galaxia. Cada vez que alguien le estorbaba a algún político o a alguien con grandes sumas monetarias, simplemente contrataba a un cazarrecompensas para que lo capturase o matase. Entre los más conocidos se encuentran: Durge, IG-88, IG-11, Boba Fett, Jango Fett, Djas Puhr, Aurra Sing, Greedo, Zam Wesell, 4-LOM, Feltipern Trevagg, Cad Bane, Zuckuss, Danz Borin, Din Djarin, Bane Malar, Beedo, Boushh, Ree-Yees, Bossk, Dengar.
- Datos: Q3834368